# HD 37124 c
HD 37124 c è un pianeta extrasolare distante circa 108 anni luce dalla Terra, localizzato nella costellazione del Toro. Il pianeta è stato scoperto nel 2002, ha una massa minima 0,65 volte quella di Giove e orbita attorno alla stella HD 37124 a una distanza di 1,7 UA da essa, al di fuori della zona abitabile. Il Planetary Habitability Laboratory stima una temperatura d'equilibrio, che non tiene conto dell'effetto serra causato dall'eventuale (e probabile) atmosfera, di circa -100 °C.